# Juvenal Sáenz
Juvenal Sáenz Gil (Guayaquil, 7 novembre 1919 – 3 marzo 2016) è stato un cestista, giocatore di baseball e allenatore di pallacanestro ecuadoriano.

## Carriera
Da allenatore ha guidato l'Ecuador ai Campionati del mondo del 1950.